# ニュースeye8
『ニュースeye8』（ニュースアイエイト）は、2012年3月5日から群馬テレビで放送されている報道番組である。

## 概要
それまで21時台に放送されていた『ニュースジャスト930』に替わって20時台にスタートした帯番組。番組は、子供から高齢者までの幅広い世代がニュース内容を理解できるよう、分かりやすく伝えることをコンセプトにしている。番組タイトルにある「eye」の字は、今を読み取る確かな「目 (eye)」と地域に対する「愛（アイ）」を掛けたものとなっている。
2016年3月までは、青色を基調とするスタジオセットが使われていた。これは番組スタート時からほぼ変わらずに使われていたが、同年4月の番組リニューアルにより黄色を基調とするセットに変更された。
AKAGIDANがお天気コーナーに2012年3月9日 - 2018年4月1日まで出演していた。
画面左上には、「ニュースeye8」もしくは「news eye 8」のロゴマークが表示される。ただし表示がない場合もあり、表示・非表示の基準は不明。
2021年3月1日より、東京メトロポリタンテレビジョン（TOKYO MX）が提供する無料の動画配信サービス「エムキャス」でも配信されている。

## 放送時間
いずれも日本標準時。年末年始には放送休止となる。また、伊勢崎オートレース場からのオートレース中継がある場合は繰り下げて放送される。なお、2012年8月2日には上毛新聞敷島球場（群馬県立敷島公園野球場）からのプロ野球ナイター中継があったため、1時間繰り下げての放送となった。
- 月曜 - 金曜 20:00 - 21:00 （2012年3月5日 - 2017年9月29日）
- 月曜 - 金曜 20:00 - 20:55 （2017年10月2日 - 2018年3月30日）
- 月曜 - 金曜 20:00 - 20:50 （2018年4月2日 - 2023年9月1日）
- 月曜 - 金曜 20:00 - 20:30 （2023年9月4日 - 2025年3月28日）
- 月曜 - 金曜 20:00 - 20:15 （2025年3月31日 - ）

## キャスター
| 期間      | 期間      | 男性       | 男性       | 男性       | 男性     | 男性                       | 女性       | 女性       | 女性       | 女性                |
| 期間      | 期間      | 月曜       | 火曜       | 水曜       | 木曜     | 金曜                       | 月曜・火曜 | 水曜       | 木曜       | 金曜                |
| --------- | --------- | ---------- | ---------- | ---------- | -------- | -------------------------- | ---------- | ---------- | ---------- | ------------------- |
| 2012.3.5  | 2013.3.29 | 武藤洋一   | 武藤洋一   | 武藤洋一   | 武藤洋一 | 山田浩史 吉田学 梨子田友和 | 福田友理子 | 福田友理子 | 福田友理子 | 三隅有里子 斉藤尚子 |
| 2013.4.1  | 2014.3.28 | 武藤洋一   | 武藤洋一   | 武藤洋一   | 武藤洋一 | 武藤洋一                   | 福田友理子 | 福田友理子 | 福田友理子 | 福田友理子          |
| 2014.3.31 | 2015.3.27 | 武藤洋一   | 武藤洋一   | 武藤洋一   | 武藤洋一 | 武藤洋一                   | 三隅有里子 | 福田友理子 | 福田友理子 | 福田友理子          |
| 2015.3.30 | 2016.4.1  | 武藤洋一   | 武藤洋一   | 武藤洋一   | 武藤洋一 | 武藤洋一                   | 三隅有里子 | 三隅有里子 | 山部朱里   | 山部朱里            |
| 2016.4.4  | 2017.3.31 | 青柳恵一   | 青柳恵一   | 青柳恵一   | 青柳恵一 | 青柳恵一                   | 三隅有里子 | 三隅有里子 | 山部朱里   | 山部朱里            |
| 2017.4.3  | 2018.3.30 | 青柳恵一   | 青柳恵一   | 青柳恵一   | 青柳恵一 | 青柳恵一                   | 三隅有里子 | 三隅有里子 | 安蒜幸紀   | 小嶋里奈            |
| 2018.4.2  | 2019.3.29 | 吉田学     | 吉田学     | 吉田学     | 吉田学   | 小松正英                   | 三隅有里子 | 三隅有里子 | 小嶋里奈   | 小嶋里奈            |
| 2019.4.1  | 2019.9.27 | 吉田学     | 北爪健太   | 吉田学     | 小松正英 | 吉田学                     | 三隅有里子 | 飯野詩帆   | 三隅有里子 | 矢田優季 小此木佑香 |
| 2019.9.30 | 2020.2.28 | 小松正英   | 小松正英   | 北爪健太   | 北爪健太 | 吉田学                     | 三隅有里子 | 飯野詩帆   | 矢田優季   | 三上彩奈 小此木佑香 |
| 2020.3.2  | 2020.3.27 | 小松正英   | 小松正英   | 北爪健太   | 北爪健太 | 吉田学                     | 三隅有里子 | 矢田優季   | 矢田優季   | 三上彩奈 小此木佑香 |
| 2020.3.30 | 現在      | 梨子田友和 | 梨子田友和 | 梨子田友和 | 北爪健太 | 北爪健太                   | 三隅有里子 | 小此木佑香 | 三上彩奈   | 三上彩奈            |

## 歴代エンディングテーマ
15分番組に移行してからはエンディングはBGMのみでエンディングテーマを流さくなった。
- 2018年度 - 2019年度：LACCO TOWER「愛情」[20][注 3]
- 2020年度 - 2022年度：LACCO TOWER「歩調」[注 4]
- 2022年度 - 2024年度：田中龍志×Ryo「ハナショウブ」[23]
- 2024年度 - 2025年度：Zuttoiru「Evergreen」[24]

## 選挙特番
2012年12月16日（日曜）の第46回衆議院議員総選挙施行に際し、群馬テレビは同日 19:00 - 22:00 に本番組の名を冠した選挙速報特別番組『ニュースeye8×スペシャル衆議院議員選挙開票速報』を放送した。キャスターは、当時本番組に出演していた武藤洋一（月曜 - 木曜担当）、福田友理子（月曜 - 木曜担当）、山田浩史（金曜担当）、吉田学（金曜担当）が務めた。